# Polyxenus oromii
Polyxenus oromii är en mångfotingart som beskrevs av Nguyen Duy-Jacquemin 1996. Polyxenus oromii ingår i släktet Polyxenus och familjen penseldubbelfotingar. Inga underarter finns listade i Catalogue of Life.